# Sokolskoje (obwód niżnonowogrodzki)
Sokolskoje (ros. Сокольское) – osiedle typu miejskiego w Rosji, w obwodzie niżnonowogrodzkim, ośrodek administracyjny rejonu sokolskiego. W 2010 liczyło 6344 mieszkańców.